# Hideki Maeda
Hideki Maeda, född 13 maj 1954 i Kyoto prefektur, Japan, är en japansk tidigare fotbollsspelare.